# Titlis-Seilbahn
| Titlis-Seilbahn Trübsee-Stand         | Titlis-Seilbahn Trübsee-Stand       |
| ------------------------------------- | ----------------------------------- |
| Logo der Bahngesellschaft             |                                     |
| Standort:                             | Engelberg, Schweiz                  |
| Bauart:                               | Pendelbahn                          |
| Baujahr:                              | 1988                                |
| Berg:                                 | Titlis                              |
| Talstation:                           | Trübsee, 1800 m                     |
| Höhendifferenz:                       | 636 m                               |
| Bergstation:                          | Stand, 2436 m                       |
| Streckenlänge:                        | 1965 m                              |
| Anzahl der Gondeln:                   | 2 Stk.                              |
| Anzahl der Stützen:                   | 4 Stk.                              |
| Kapazität:                            | 80 Pers./Gondel, 800 Pers./Stunde   |
| Hersteller:                           | von Roll                            |
| Titlis-Seilbahn Stand-Titlis (Rotair) |                                     |
| Gondel der Seilbahn                   |                                     |
| Standort:                             | Engelberg, Schweiz                  |
| Bauart:                               | Pendelbahn                          |
| Baujahr:                              | 1992                                |
| Berg:                                 | Titlis                              |
| Talstation:                           | Stand, 2434 m                       |
| Höhendifferenz:                       | 583 m                               |
| Bergstation:                          | Klein Titlis, 3020 m                |
| Streckenlänge:                        | 1513 m                              |
| Fahrdauer:                            | 5 min                               |
| Anzahl der Gondeln:                   | 2 Stk.                              |
| Anzahl der Stützen:                   | 1 Stk.                              |
| Kapazität:                            | 80 Pers./Gondel, 880 Pers./Stunde   |
| Hersteller:                           | Garaventa AG                        |
| Betreiber:                            | Bergbahnen Engelberg-Trübsee-Titlis |
| Website:                              | www.titlis.ch                       |

Die Titlis-Seilbahn ist eine Luftseilbahn im Gletscherskigebiet von Engelberg. Sie führt seit 1988 bzw. 1992 in zwei Sektionen von der Station Trübsee, oberhalb des Trüebsees gelegen, zum Stand und weiter zum Gipfel des Kleinen Titlis und wird von der Bergbahnen Engelberg-Trübsee-Titlis AG betrieben.

## Geschichte
Nachdem 1988 die Pendelbahn von Trübsee zum Stand errichtet worden war, folgte vier Jahre später der Bau der Rotair. Die runde Grossraum-Gondel hatte einen rotierenden Fussboden. So bekamen die Mitfahrenden während der Fahrt das komplette Rundum-Panorama zu sehen. Die Titlis-Rotair war die erste Luftseilbahn der Welt mit rotierendem Kabinenboden. Im November 2014 wurden die Gondeln erneuert, bei diesen dreht sich nicht nur der Boden, sondern die gesamte Gondel während einer Fahrtstrecke einmal um die eigene Hochachse. Nach Angabe der Bergbahnen war auch dies eine Weltneuheit, jedoch rotieren auch die Kabinen der 2002 erneuerten Seilbahn Malcesine–Monte Baldo im italienischen Malcesine am Gardasee.

## Strecke
Die Bahn führte von Trübsee, der von Engelberg über zwei Sektionen von jeweils doppelt gebauten Seilbahnen zu erreichen ist, zum Stand. Von dort führt die Rotair abseits der Pisten über Gletschergebiet und Felsen über eine einzige schräg stehende Stütze zur Bergstation am Kleinen Titlis, wo sich seit 2012 auch die rund hundert Meter lange Hängebrücke Titlis Cliff Walk, die höchstgelegene Hängebrücke Europas, befindet.

## Modelle
Ein Modell dieser Seilbahn ist im Swissminiatur-Park und im Miniatur Wunderland (H0-Modell von Brawa), allerdings im Österreichabschnitt, zu sehen.